# Colombophilie en Nord-Pas-de-Calais
L' ancienne région Nord-Pas-de-Calais regroupe 10 000 colombophiles sur les 20 000 de France.
La première association colombophile a vu le jour en 1849 à Roubaix avec le développement des mines et de l'industrie textile de nombreuses associations se créent et des pigeonniers sont construits dans les jardins des mineurs et des ouvriers, toutes corporations et nationalités confondues.

Pour les gueules noires, jouer à pigeon était une véritable évasion après le travail au fond de mine dans l'obscurité et la poussière.

## Définition
La colombophilie est l'art d'élever et de faire concourir les pigeons voyageurs. C'est aussi un sport non reconnu et très peu connu. Il y a de moins en moins de colombophiles, ce qui pose le problème du renouvellement générationnel. Ce sport organise des concours locaux, régionaux, nationaux et internationaux.
Cette pratique sera reconnue par l'Inventaire du patrimoine culturel immatériel en France en 2012.

## Organisation régionale
Au sein de la Fédération colombophile internationale (FCI) située à Bruxelles, la  Fédération colombophile française (FCF) est située à Festubert, dans le Pas-de-Calais, depuis 2023, auparavant, depuis 1950, à Lille, et comprend 21 régions. La première d'entre elles est le Nord-Pas-de-Calais qui est constituée de 13 groupements divisés eux-mêmes en associations (850 en France).
Le déménagement à Festubert, sur un terrain de 7 000 m2, a pour but de créer une maison de la colombophilie en y installant un musée, un colombier collectif pouvant accueillir plus de 10 000 pigeons, comme il en existe dans de nombreux pays d'Europe, et en accueillant le personnel administratif à l'horizon 2024.

## Les 13 groupements de l'ancienne régionNord-Pas-de-Calais

### Béthune
- La vieille hirondelle	à Allouagne
- La Concorde	à Annequin
- La plume d' acier à	Annezin
- Association ouvriere	à Auchel
- Maison colombophile  à	Auchel
- Les vengeurs	Auchy-les-Mines
- Union colombophile avionaise  Avion
- L hirondelle 	Barlin
- Les eclaireures Béthune
- LA MESSAGERE	BEUVRY
- LA VITESSE	BILLY BERCLAU
- L'AILE DE FER  	BILLY MONTIGNY
- AEROPLUME	BOUVIGNY BOYEFFLES
- LA CONC. NOUV. MONDE	BRUAY LA BUISSIERE
- L'UNION, LE RAMIER DU MINEUR	BRUAY LA BUISSIERE
- "LES AILES BULLYGEOISES"	BULLY LES MINES
- PAIX EGALITE	  BURBURE
- SIEGE UNIQUE	CALONNE RICOUART
- L'HIRONDELLE	CAMBLAIN CHATELAIN
- LOCAL UNIQUE à Carvin
- LES PLUMES AUX PATTES	CAUCHY A LA TOUR
- LA CONCORDE	à Chocques
- LA COLOMBE	 COURCELLES LEZ LENS
- LA CONCORDE	COURRIERES
- LA SANS CRAINTE	  DIVION
- LA COLOMBIA	DOURGES
- L'ESPERANCE	  ECQUEDECQUES
- L'HIRONDELLE	ESTEVELLES
- LES RAPIDES	EVIN MALMAISON
- LES RAPIDES	FERFAY
- L'OISEAU BLANC	FRESNICOURT LE DOLMEN
- LA MOSAIQUE	GONNEHEM
- LA RESISTANCE	GRENAY
- LA VICTOIRE	HAILLICOURT
- L'UNION	HARNES
- ASSOCIATION DES MINES	HENIN BEAUMONT
- LOCAL UNIQUE	HERSIN COUPIGNY
- LE TOURBILLON	HOUDAIN
- LA REVANCHE	HURIONVILLE
- LES MOSQUITOS	ISBERGUES
- L'HIRONDELLE	LABEUVRIERE
- LA COLOMBE	  LABOURSE
- L'AIGLON	LAVENTIE
- FEDERATION OUVRIERE LENSOISE	LENS
- FEDER COLOMB GPE D'OIGNIES	LIBERCOURT
- LES VOLTIGEURS	LIERES
- ENTENTE MOSAIQUE ESPERANCE	LIEVIN
- SECTEUR NORD	LIEVIN
- ENTENTE LILLEROISE	LILLERS
- AVANT GARDE	LOISON SOUS LENS
- LA PLUME D'ACIER	LOOS EN GOHELLE
- SIEGE UNIQUE	MARLES LES MINES
- LES DEFENSEURS DU POILU	  MAZINGARBE
- AVENIR	MEURCHIN
- CLUB COLOMBOPHILE	NŒUX LES MINES
- SIEGE UNIQUE	NŒUX LES MINES
- LE PIGEON BLEU	NORRENT FONTES
- AILE DE FER	NOYELLES GODAULT
- LA COLOMBE	  NOYELLES SOUS LENS
- LES VENGEURS	OIGNIES
- L'HIRONDELLE	OURTON
- LE RETOUR DU CLOCHER	PONT A VENDIN
- LA RAPIDE	RICHEBOURG
- L'UNION	RIMBERT ST PIERRE
- LA LEGERE	RUITZ
- LA PLUME D ACIER	SAINS EN GOHELLE
- L'UNION	SALLAUMINES
- L'HIRONDELLE	ST VENANT
- LA REVANCHE	VERQUIN
- LA RENAISSANCE	VIOLAINES
- LE MARTINET	WINGLES

### Douai
- le groupement de Douai est divisé 29 associations avec 750 colombophiles
- L'amicale des coulonneux d'Anhiers
- La fédération anichoise
- L'hirondelle d'Arleux
- Les Mineurs d'Auberchicourt
- Le local Unique d'Auby
- L'hirondelle rapide de Beuvry-la-Forêt
- Les ailes filantes de Coutiches
- l'Union de Douai à Cuincy
- Les sans peurs à Dechy
- L'union fait la force à Douai Frais-marais
- Le local Unique à Fenain
- La vertigineuse à Flers-en-Escrebieux
- Le Ramier à Gœulzin
- Les mineurs à Guesnain
- La revanche à Hornaing
- Le Macot à Lambres-lez-Douai
- L'union Saint-Jean à Landas
- Le messager à Lécluse
- L'éspérance à Lewarde
- La rapide à Marchiennes
- Les Joyeux de Montigny-en-Ostrevent
- Le vengeur à Orchies
- Les ailes brisées à Pecquencourt
- L'Avenir à Roost-Warendin
- L'Aigle à Sin-le-Noble
- Les mineurs de De Sessevalle de Somain
- Le Local Unique à Somain
- Le ramier à Vred
- La rapide de Waziers

### Hazebrouck
- L'Union à Hazebrouck
- Les Ailes de France à Hazebrouck
- L'Aigle à Merville